# Wolfgang Behrendt
Wolfgang Behrendt (14 giugno 1936) è un ex pugile tedesco.

## Palmarès

### Olimpiadi
- 1 medaglia:
  - 1 oro (Melbourne 1956 nei pesi gallo)

### Europei dilettanti
- 1 medaglia:
  - 1 bronzo (Berlino Ovest 1955 nei -51 kg)